# JYP-Akatemia
Le JYP-Akatemia, anciennement le D Team Jyväskylä, est un club de hockey sur glace de Jyväskylä en Finlande. Il évolue en Mestis, le second échelon finlandais.

## Historique
Le club est créé en 1974. Il est dissout en 2017.